# Władysław Anders
Władysław Albert Anders (11. kolovoza 1892. – 12. svibnja 1970.), poljski general. 

## Životopis
U Prvom svjetskom ratu sudjelovao je kao konjički časnik Ruskog Carstva. U Poljsko-sovjetskom ratu zapovijedao je poljskim konjaničkom pukovnijom. 1936. je unaprijeđen je čin brigadnog generala. 
Tijekom invazije na Poljsku je kao zapovjednik improvizirane konjičke grupe ranjen i zarobljen od Crvene armije. Kasnije je u SSSR organizirao poljske jedinice. Prema međusavezničkom sporazumu napustio je 1942. s oko 70,000 ljudi SSSR i preko Irana se pridružio britanskim snagama na Srednjem istoku. Kao zapovjednik poljskog II. korpusa istaknuo se 1944. godine u operacijama kod Monte Cassina i pri proboju kod Bologne 1945.
Zbog neupitnog dolaska komunista na vlast u Poljskoj po završetku rata postao je zapovjednik poljske vojske u izbjeglištvu (raspuštena 1947.) te ugledan član vlade, sa sjedištem u Londonu. 
Napisao je knjigu o poljskoj vojsci u izbjeglištvu (An Army in Exile, London, 1949) i knjigu o ratu na Istočnom frontu (Hitler's Defeat in Russia, Chicago, 1953.) 